# Klimsport
Klimmen is een fysieke activiteit die kan worden uitgevoerd op
hellingen zoals bij heuvels, bergen of de trappen in een gebouw. Men kan ook in een paal of een boom klimmen, of langs de muur van een gebouw.

## Verschil met bergsport
Bergsport en klimsport zijn niet geheel synonieme begrippen. Onder klimsport in engere zin wordt doorgaans die discipline binnen de bergsport in ruimere zin bedoeld, waarbij ook de armen en handen worden gebruikt en waarbij vooral ook de kracht in handen en vingers van belang is en welke uit veiligheidsoogpunt niet zonder training of voorbereiding kan worden beoefend.
Dit ter onderscheiding van het bergwandelen, waarbij doorgaans niet de armen en handen worden gebruikt en dat, afgezien van de vereiste lichamelijke conditie en de juiste uitrusting (met name het schoeisel), door de meeste mensen kan worden beoefend. Het bergwandelen wordt evenals het toerskiën tot de bergsport in ruimere zin gerekend, terwijl met klimsport meestal wordt gedoeld op de steile tot verticale (en in extreme gevallen soms overhangende) bestijgingen.
Ook in klimhallen kan worden geklommen. Die bevinden zich verspreid door bijvoorbeeld België en Nederland, daar zitten stenen aan de muur of is er een constructie met kunststofgrepen waaraan men zich kan vasthouden.

## Algemeen
Klimmen zoals bedoeld in dit artikel wordt meestal gedaan als sport of recreatie. De nadruk ligt daarbij meer op klimbalans en klimlenigheid dan op brute kracht. Klimmen gebeurt in de open lucht in klimgebieden op rotsen, in bergen en soms op ijs. Het wordt ook op artificiële klimmuren beoefend in bijvoorbeeld klimhallen.
Alhoewel klimmen dikwijls als een risicosport wordt gezien, hoeft er geen onnodig gevaar te zijn. Klimongevallen komen zelden voor bij klimmen in klimzalen, bij alpinisme is het aantal ongevallen daarentegen vrij hoog.
Korte beklimmingen worden meestal beveiligd met een klimtouw door een zekering boven aan de route te halen. Deze manier van klimmen heet topropen. Dit gebeurt in tweetallen: de zekeraar op de grond trekt het touw strak voor de klimmer. In klimhallen in vlakke landen als Nederland en België is deze methode zeer gebruikelijk.
In landen als Zwitserland en Oostenrijk kan in klimhallen alleen voorgeklommen worden. Dit houdt in dat er boven geen haak met een touw erin is. De klimmer moet zelf het touw zelf meenemen om gezekerd te zijn. Om de paar meter maakt die het touw vast aan een haak in de rots. Als de klimmer valt, gebeurt dat tot onder het vorige punt waar het touw was vastgemaakt. Ook hier gebeurt klimmen in paren. Eén persoon is de klimmer, de ander de zekeraar. De klimmer klimt omhoog en plaatst de beveiligingen en leidt zijn klimtouw door deze beveiligingen. De zekeraar, die achterblijft, geeft touw uit en blokkeert het touw als de klimmer zou vallen.
Bij heel lange routes gebeurt voorklimmen om en om. Als de eerste voorklimmer bovenaan is en stand gemaakt heeft, wisselen de klimmer en de zekeraar van rol. De tweede klimmer klimt nu naar boven en verwijdert alle beveiligingen die onderweg door de eerste klimmer aangebracht zijn. De eerste klimmer fungeert nu als zekeraar. Men kan ook door middel van een dubbeltouw of tweelingtouw twee naklimmers zekeren.
Bijna alle klimmers volgen bekende klimroutes die zijn beschreven in klimgidsen, ook topo (afgeleid van topografie) genoemd. De meest ervaren en ondernemende klimmers zullen proberen nieuwe routes te openen en ze als eerste te klimmen.

## Klimcategorieën naar type terrein

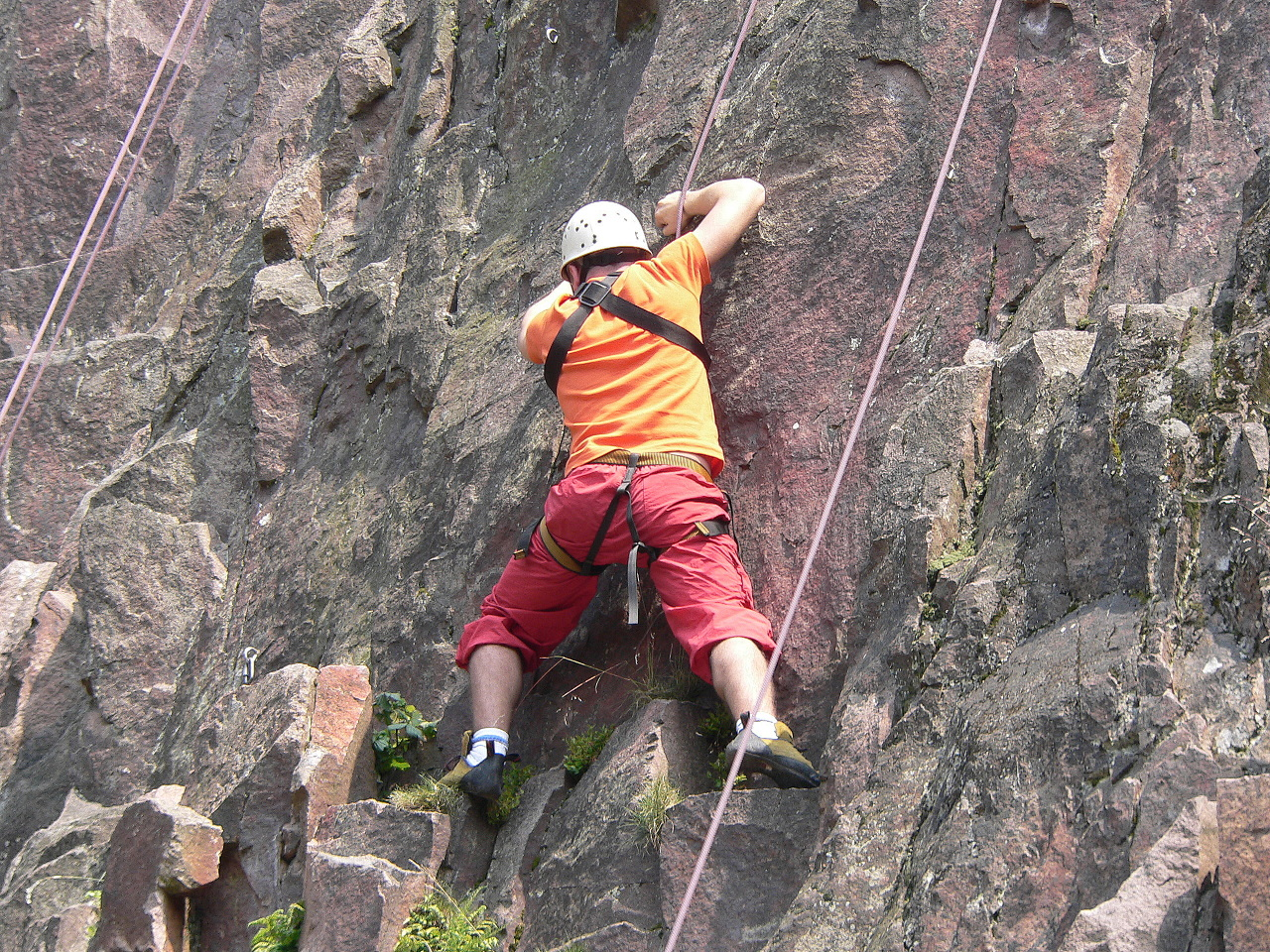
Een voorbeeld van Top-Rope-klimmen (laag risico)

- Alpinisme is het beklimmen van bergen en kan bergwandelen, rotsklimmen en ijsklimmen omvatten.
- Boulderen is verticale of horizontale beweging over boulders, lagere rotsen waardoor meestal zonder touw kan worden geklommen. Dit kan ook indoor in een klimhal.
- Builderen (vgl. bouldering) is het beklimmen van de buitenkant van gebouwen. Dit is ongewenst.
- IJsklimmen is het klimmen op ijs. Dit is mogelijk bij bevroren watervallen (ijsval).
- Drytoolen is een variant van ijsklimmen waarbij, met ijsklimmateriaal, uitsluitend in rots of op hout geklommen wordt.
- Mixed-terrain klimmen doet men wanneer de aard van de route het noodzakelijk maakt dat ijsklimmen en dry-toolen om beurten gebruikt worden om de route te voltooien.
- Indoor klimmen is verticale of horizontale beweging over artificieel geconstrueerde muren en grepen. Routes hebben verschillende moeilijkheidsgraden en worden meestal van elkaar onderscheiden door verschillende kleuren van grepen. In Nederland en België wordt er voornamelijk gebruik gemaakt van het Franse waarderingssysteem om het niveau van een route aan te duiden. Dit niveau wordt aangegeven door een combinatie van een cijfer en letter(a, b of c). Hoe hoger het cijfer, hoe moeilijker de route. Hetzelfde geldt voor de letters: hoe verder de letter, in het alfabet hoe moeilijker. Een route van niveau 3a is dus makkelijker dan niveau 3b. Om nog extra verschil te maken tussen verschillende niveaus kan gebruik gemaakt worden van een '+'. Zo is een route van niveau 6a+ iets moeilijker dan 6a.
- Rotsklimmen is verticale of horizontale beweging over steil, rotsachtig terrein.
- een specialisatie uit het rotsklimmen/alpinisme ontstaan is het sportklimmen/vrij klimmen. Hierbij wordt op rots geklommen maar daarbij is opgelegd dat een route (een logische lijn naar boven over de rots) als geklommen geldt, als men niet alleen boven komt, maar dit ook zonder hulpmiddelen tot voortbeweging is gebeurd. Dus alleen op handen en voeten op de rots. Belangrijk is ook te beseffen dat er wel degelijk zekerheid wordt ingebouwd door touw en tussenzekeringen in de rots om een eventuele val op te vangen. Wordt sportklimmen beoefend zonder zekering, dan spreekt men van free-solo of solo-klimmen.

Een route kan in verschillende stijlen beklommen. De puurste vorm is een route “on-sight” beklimmen, als de klimmer deze route nog nooit heeft geprobeerd, of zelfs nog nooit heeft gezien of iemand heeft zien beklimmen. Er is dan pas sprake van een geslaagde “on-sight” beklimming wanneer de klimmer zonder te vallen in één keer boven komt.
Een route “rotpunkt” beklimmen geeft aan dat er al een eerdere poging aan vooraf is gegaan. Nu wordt hij zonder te vallen of te rusten in één keer beklommen.
“All-free” geeft aan dat een route met vallen en rusten is beklommen. Alle bewegingen zijn echter gedaan zonder gebruik te maken van haken of ander technische hulpmiddelen. Het geeft aan dat de klimmer in staat mag worden geacht de route geheel zonder rusten te kunnen beklimmen, alle afzonderlijke bewegingen moeten nu echter nog aan elkaar geplakt worden.
Bij “yo-yo-en” wordt een route ook met vallen en opstaan geklommen. Nu keer de klimmer echter steeds terug naar het begin van de route en begint opnieuw. Het touw blijft wel in de ingehangen zekeringen hangen.
De laatste methode is het “naklimmen” van een route. De klimmer wordt hierbij gezekerd door middel van een touw dat van bovenaf neerhangt. Dit touw hangt altijd strak, het valrisico is zeer laag. Soms spreekt men van "top-rope" klimmen, waarbij de klimmer van op de grond wordt gezekerd. Dit laatste is een veel gebruikte methode om beginners een eerste kennismaking met de rotsen te laten ervaren, de handelingen komen sterk overeen met de meeste die in een klimhal worden uitgevoerd.

## Klimcategorieën naar de manier van voortbewegen

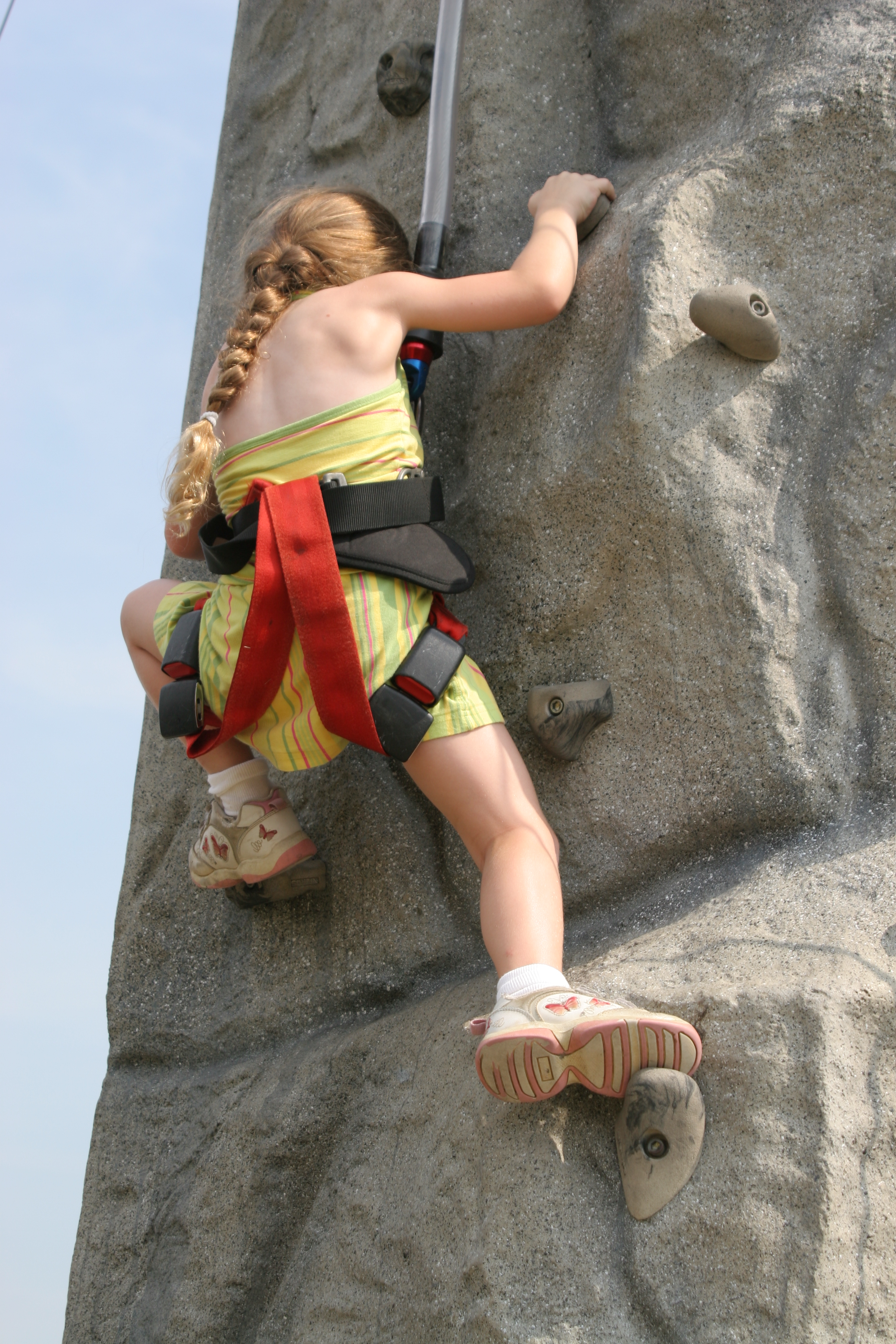
Klimmen op artificiële wanden

Er worden meestal zeven manieren onderscheiden:
- Artificieel klimmen: alles is geoorloofd om de klimmer en zijn materiaal de wand op te krijgen. Het is in bepaalde gevallen de enige manier om een rotswand te beklimmen. Een speciale vorm hiervan is de direttissima, waarbij een route zo strikt mogelijk in een rechte lijn omhoog wordt afgelegd.
- Vrij klimmen: het is bij deze vorm van klimmen alleen geoorloofd om het eigen lichaam te gebruiken om een rots te beklimmen. Materiaal zoals touwen en zekeringen zijn er alleen voor om de klim te beveiligen en mogen niet gebruikt worden om omhoog te komen.
- Scrambling: klimmen zonder een zekeraar nodig te hebben.
- Boulder hopping: Van steen tot steen springen, af en toe gebruikmakend van de handen.
- Hiking: Wandelen met af en toe een winst of verlies in hoogte.
- Easy Hiking: de gemakkelijkste manier van klimmen.
- Egyptian: Bepaalde manier van het houden van de benen en armen, zoals afgebeeld op Egyptische hiërogliefen.

## Klimstijlen naar type van beveiliging
- Solo-klimmen is het klimmen zonder zekeraar. Dit kan door middel van een zelfblokkerend zekerapparaat op het touw. Niet te verwarren met free solo climbing;
- Vrij klimmen (Free solo climbing) is het klimmen zonder touw en/of beveiligingsmateriaal;
- Traditioneel klimmen is klimmen waarbij de klimmer zelf alle beveiligingen plaatst;
- Sportklimmen is het klimmen van routes die zijn beveiligd met haken die in de rots zijn geboord. De ankers zijn (meestal) betrouwbaar en de klimmer heeft maar weinig materiaal nodig. Klimmers kunnen moeilijkere routes proberen omdat vallen niet zo'n probleem is.

## Wedstrijden
Wedstrijden worden meestal indoor gehouden op speciaal daarvoor gemaakte klimwanden. Er zijn drie belangrijke categorieën:
- Lead (moeilijkheidsgraad). De atleten klimmen voorklimmend de een na de ander dezelfde route. De hoogste greep die ze bereiken telt. De wedstrijd bestaat meestal uit kwalificatie-ronden en een finale met drie routes van oplopende moeilijkheidsgraad. De routes worden on-sight geklommen. Dat wil zeggen dat een klimmer de route niet door andere klimmers beklommen mag zien worden en dat hij/zij slechts een beperkte tijd heeft om de route van de grond af te bestuderen.
- Speed (snelheid). Wedstrijden kennen twee formats:
  1. Classic format waarbij twee klimmers tegen elkaar op twee verschillende routes klimmen (A en B) en de snelste totale tijd (A+B) telt. De klimmers klimmen de routes twee aan twee tegen elkaar naar de top. De snelste wint.
  2. Record format waarbij twee of meer klimmers op een gestandaardiseerde wand een route van 10 of 15 meter in een afvalrace tegen elkaar klimmen. De snelsten gaan door naar een volgende ronde en komen uiteindelijk in de finale. Voor dit format bestaat een officieel wereldrecord.
- Boulder. Boulderwedstrijden zijn wedstrijden op 3 tot 5 blokken van max. 3 meter hoog of 3 tot 5 korte routes van max. 3 meter waarbij de klimmer een paar extreem zware klimbewegingen (moves) moet maken om zo in zo min mogelijk pogingen binnen een vaste tijd deze klimproblemen op te lossen.

## Organisaties

### Internationaal
De IFSC is verantwoordelijk voor het internationale wedstrijdcircuit en de ontwikkeling van de sport op mondiaal niveau.
De IFSC is sinds januari 2007 een zelfstandige Internationale Bond, met leden uit ruim 72 verschillende landen in 5 continenten en is erkend door het IOC en is in het programma van de Wereldspelen. Het klimmen is een zeer snel ontwikkelende “Urban” sport, en is met name erg populair onder de jeugd.
De IFSC is verantwoordelijk voor de Internationale Wedstrijd Kalender.
Elk jaar organiseert de IFSC een wereldbekercircuit in Lead, Speed en Boulderen. Het wereldkampioenschap en de continentale kampioenschappen worden om de twee jaar gehouden. Daarnaast wordt elk jaar een wereldjeugdkampioenschap georganiseerd. In 2000 organiseerde de NKBV dit kampioenschap waaraan ruim 300 jeugdklimmers in de leeftijd van 12 tot 19 jaar uit 48 landen aan deelnamen.
De UIAA is verantwoordelijk voor het internationale ijsklimwedstrijdcircuit en de ontwikkeling van de ijsklimsport op mondiaal niveau.
De UIAA is opgericht in 1932 en verenigt meer dan 90 klim- en bergsportorganisaties verspreid over zes continenten. Sinds 1995 is de UIAA erkend door het IOC. In 2014 werd ijsklimmen gedemonstreerd in het Olympisch Park tijdens de Olympische Winterspelen in Sochi.
De UIAA is verantwoordelijk voor de Internationale Wedstrijd Kalender. Elk jaar organiseert de UIAA een wereldbekercircuit in Lead en Speed. Het wereldkampioenschap en het wereldjeugdkampioenschap worden om het jaar gehouden. Daarnaast worden jaarlijks continentale kampioenschappen georganiseerd.
Klimsport wordt tijdens de Olympische Zomerspelen 2020 toegevoegd aan het programma. Het is daarmee een van de vier nieuwe sporten op de Olympische Spelen. Voor de Spelen heeft de klimsport slechts twee sets medailles gekregen: eentje voor de vrouwen en eentje voor de mannen. De drie disciplines, lead, speed en boulderen, zijn daarom samengevoegd.

### Nederland
In Nederland is de Koninklijke Nederlandse Klim- en Bergsport Vereniging (NKBV) de bond die verantwoordelijk is voor de sporten. Een bekende Nederlandse wedstrijdsportklimmer is Jorg Verhoeven. Jorg Verhoeven is in 1985 geboren en werd 2 maal Wereld Jeugd Kampioen, verder heeft hij diverse wereldbekers op zijn naam geschreven en behoort al jaren bij de beste 10 wedstrijdklimmers ter wereld. In 2009 en 2013 organiseerde de NKBV een wereldbeker Boulderen. Een bekend Nederlands ijsklimduo vormen Dennis van Hoek en Marianne van der Steen. In 2013 behaalde Dennis een gouden medaille bij de wereldbeker Speed in Saas Fee Zwitserland. In 2012 en 2013 organiseerde de NKBV het open nationaal kampioenschap ijsklimmen in Bodegraven.

### België
In België zijn Climbing & Mountaineering Belgium (CMBEL) nationaal, Klim- en Bergsportfederatie Vlaanderen (KBF) voor Vlaanderen en Club Alpin Belge - Fédération Francophone (CAB) voor Wallonië de bonden die samen verantwoordelijk zijn voor de klimsport.
Muriel Sarkany geboren in Brussel (1974) is een van de bekendste Belgische klimsters. Zij werd in 2003 wereldkampioen en won de afgelopen jaren vele wereldbekers. De KBF organiseert al jaren een wereldbeker Lead in Puurs, een wedstrijd die tot de “klassiekers” in de klimwereld wordt gerekend en waaraan traditiegetrouw alle grote namen uit de Internationale Sportklimwereld deelnemen.
Informatie over wedstrijdklimmen is te vinden op (delen van) de website van de IFSC, UIAA, de NKBV en KBF.
Sinds enkele jaren worden in België ook (internationale) ijsklimwedstrijden gehouden.

## Veiligheid
De veiligheid van klimmen en ijsklimmen wordt bepaald door twee belangrijke factoren: goed materiaal en goede, veilige klimtechnieken. De UIAA heeft voor het klimmateriaal een wereldwijde materiaalstandaard ontwikkeld waar bijna alle materiaalfabrikanten aan voldoen. Dit klimmateriaal is voorzien van het UIAA-keurmerk. De UIAA Training Standards geven de klim- en bergsportverenigingen een gestructureerde opleiding waarin het aanleren van klimtechnieken voorop staat. Deze standaardopleidingen worden ook in klimhallen gegeven door gecertificeerde instructeurs. Zie Klimongeval voor gevallen waarin het fout ging.
Bij indoor toprope-klimmen, zekert men met een dynamisch zekertoestel zoals een ATC of reverso of met halfautomatisch zekertoestel zoals een GriGri. Deze laatste categorie wordt veel gebruikt door beginnende klimmers omdat deze toestellen een automatische blokkeringsfunctie hebben, hierdoor is de kans op zware ongevallen kleiner bij foutief gebruik.

## Routewaardering
Voor het aangeven van de moeilijkheidsgraad van een route zijn er verschillende schalen in gebruik. Deze routewaarderingen verschillen van land tot land en kunnen ook nog verschillen naargelang de aard van de beklimming.